# قلعه بزرگ چورس
قلعه بزرگ چورس مربوط به سدهٔ ۷ قمری است و در بخش مرکزی شهرستان چایپاره و در روستای چورس واقع شده. این اثر در تاریخ ۲۴ تیر ۱۳۸۲ با شمارهٔ ثبت ۹۱۶۹ به‌عنوان یکی از آثار ملی ایران به ثبت رسیده است. این قلعه پس منقعد شدن عهدنامه سراب بین دولت‌های ایران و عثمانی با توافق طرفین و به موجب مفاد عهدنامه تخریب گردید.
روستای تاریخی چورس در هشت کیلومتری مرکز شهرستان چایپاره واقع است، در سطح محوطه تپه باستانی آنا قیزلی، بقایای فرهنگی و تاریخی فراوانی از پنج هزار سال قبل وجود دارد. 